# Isadora Williams
Isadora Marie Williams (Marietta, 8 de fevereiro de 1996) é uma ex-patinadora artística estadunidense e brasileira, que competia representando o Brasil. Isadora foi a primeira patinadora brasileira a se classificar para os Jogos Olímpicos de Inverno, em 2014, e a primeira a prosseguir para a patinação livre, em 2018. Ela conquistou a primeira medalha internacional do Brasil, ao obter a medalha de bronze no Golden Spin of Zagreb de 2012 e o primeiro ouro internacional do país em 2017, no Sofia Trophy.

## Vida pessoal
Williams nasceu na cidade de Marietta, no estado da Geórgia nos Estados Unidos. É filha da brasileira Alexa Williams, de Minas Gerais, e do estadunidense Charles Williams.
Ela tem ambas a cidadania brasileira, através de sua mãe, e a cidadania estadunidense, por local de nascimento e por seu pai. Questionada pela sua escolha de representar o Brasil no esporte por conta da dupla cidadania, Isadora começou a ter aulas de português apenas em 2013 e não é fluente no idioma. A atleta cometeu uma gafe ao declarar em entrevista a um portal estrangeiro que a cidade de Belo Horizonte, capital de Minas, ficava na costa do país.
A atleta venceu o Prêmio Brasil Olímpico em 2013 e em 2018 na categoria desportos no gelo, e era agraciada pelo programa governamental Bolsa Atleta desde 2013.
Ela se graduou em Comunicação e Mídias na Montclair State University em Nova Jersey, após transferência do curso de Nutrição.

## Carreira

### Início de carreira
Williams começou a patinar aos cinco anos, quando apaixonou-se pelo esporte após participar de uma sessão pública no rinque de patinação no gelo Cooler Ice Rink, localizado na cidade de Alpharetta, no estado da Geórgia. Ela competiu domesticamente no circuito dos Estados Unidos quando criança, entre os níveis juvenil a intermediário, até o ano de 2009, muito embora sua mãe alegue que a atleta desde 2005 já manifestava o desejo de competir pela bandeira do Brasil. Contudo, Isadora declarou posteriormente em entrevista que, a princípio, tudo começou com uma conversa despretensiosa por parte da sua mãe, e a atleta apenas passou a considerar seriamente a proposta após acertar consistentemente seu salto duplo Axel, o que a colocaria em condições técnicas mínimas de competir internacionalmente pelo nível júnior, dois acima da categoria intermediário em que se encontrava nos testes da federação americana.

### Temporada 2009-10: Estreia internacional
Em 2009, aos 13 anos, após enviar um vídeo à Confederação Brasileira de Desportos no Gelo, Isadora foi convidada a representar o Brasil no evento do Campeonato Mundial Júnior de Patinação Artística no Gelo de 2010, alcançando 31,12 pontos no programa curto, o que não a classificou para disputar o programa livre, pois a atleta terminou o segmento na 41ª colocação. A partir de então, a jovem passou a intensificar seus treinamentos a fim de estar ao nível de competir internacionalmente e se mudou para Ashburn, Virgínia nos Estados Unidos, passando a treinar com Natasha Tymonshenko, Serguei Kouznetsov e a coreógrafa Danielle Rose.

### Temporada 2010-11: Estreia no ISU Junior Grand Prix
Na temporada seguinte, Isadora estreou no circuito do Júnior Grand Prix, na etapa da Alemanha, onde alcançou a 27ª posição, porém não chegou a competir no Campeonato Mundial na temporada.

### Temporada 2011-12
Em 2011, a atleta mais uma vez participou no JGP, dessa vez na etapa italiana, onde terminou a competição em 18º lugar, com 101,20 pontos no somatório dos segmentos. Isadora concluiu a sua última temporada júnior no Campeonato Mundial em Minsk, no qual alcançou a 16ª posição com a sua melhor pontuação da sua carreira júnior, 123,93 pontos no somatório dos programas curto e livre.

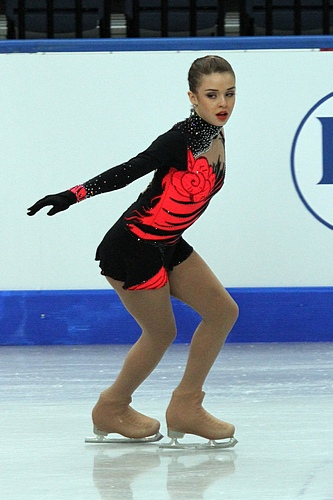
Isadora no Mundial Júnior de 2012

### Temporada 2012-13: Estreia sênior e primeira medalha internacional
Desde 2012, Isadora passou a competir no nível sênior. Na época, a família de Isadora escreveu uma carta para a CBDG explicando que a situação de arcar com os custos do treinamento da atleta visando a uma classificação para os Jogos Olímpicos era inviável financeiramente, e os Williams pensaram em desistir do esporte. Após alguns meses de negociação, ela passou a receber apoio da confederação. Após a conquista da medalha de bronze no Golden Spin of Zagreb de 2012, Isadora se tornou a primeira patinadora a ganhar uma medalha internacional para o Brasil. A atleta posteriormente competiu no Mundial Júnior, não alcançando a classificação para a final após terminar na 26ª posição no programa curto. Em sua primeira disputa de Mundial sênior, evento pré-olímpico para Sochi, Isadora fez 46,63 pontos no programa curto, terminando o segmento em 25º lugar e novamente não avançando à patinação livre e, consequentemente, não garantindo a vaga para as Olimpíadas naquele momento.

### Temporada 2013-14: Classificação e estreia nos Jogos Olímpicos
Isadora realizou campanhas de financiamento coletivo a fim de conseguir o apoio financeiro necessário para disputar a classificação para as Olimpíadas. No Nebelhorn Trophy de 2013, que serviu como repescagem olímpica, Williams terminou a competição na 12ª posição, garantindo, pela primeira vez, uma vaga na patinação artística no gelo em Jogos Olímpicos de Inverno para o Brasil. Em dezembro, a jovem veio ao Brasil, onde se apresentou no show Estrelas da Patinação, e abriu conta na Caixa Econômica Federal para receber o Bolsa Atleta.
Em 2014, Williams representou o país nos Jogos Olímpicos de Sochi, na Rússia, terminando a competição em 30º lugar. “Depois da ascensão veio a depressão. Eu não fiz o programa que gostaria de fazer em Sochi, não patinei com todo o meu potencial. Voltei determinada a nunca mais colocar meus pés em um par de patins. Foi um momento muito ruim, de grande tristeza e muita depressão. Mas voltei e tenho muito orgulho de quem sou e do que conquistei”, afirmou Isadora posteriormente em entrevista.

### Temporada 2016-17: Primeiro ouro internacional
Em dezembro de 2016, Isadora conquistou a medalha de prata no Santa Claus Cup, na Hungria, e também o índice para competir no Campeonato Mundial de Patinação Artística no Gelo de 2017 em Helsinque. Em Janeiro de 2017, Isadora saiu da casa dos pais e se mudou para Nova Jersey, onde passou a morar com uma família de brasileiros e cursar faculdade em uma universidade com rinque próprio.  Em fevereiro de 2017, ela conquistou a medalha de ouro no Sofia Trophy, o primeiro ouro do Brasil na modalidade em uma competição de nível internacional. Após ficar em 30º lugar no Mundial, um atleta norte-americano a convidou para disputar os pares, mas ela recusou.

### Temporada 2017-18: Classificação para a final nos Jogos Olímpicos
Em setembro de 2017, Isadora ficou em 5º lugar no Nebelhorn Trophy, que serviu de repescagem olímpica, com a melhor pontuação de sua carreira após somar 154,21 pontos nos segmentos curto e livre, garantindo mais uma vez a vaga olímpica para o Brasil.

Nos Jogos Olímpicos de Inverno de 2018, em Pyeongchang, na Coreia do Sul, Isadora fez história ao classificar-se para a final, com 55,74 de pontuação na 17º posição, se tornando a primeira patinadora latino-americana a realizar tal feito. Com uma pontuação total de 144,18, terminou a competição em 24º lugar. “Eu precisava apagar a decepção de Sochi. Foram três anos de muito sacrifício. Estou me sentindo muito mais leve. O meu objetivo em Sochi eu fiz aqui na Coreia. Agora eu vou ter uma memória boa dos Jogos Olímpicos”, comentou.

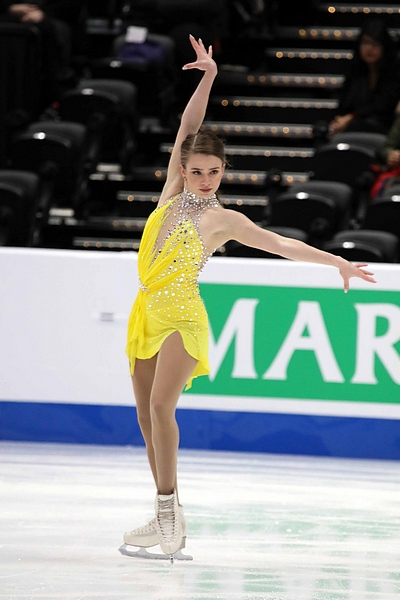
Isadora Williams no ISU Four Continents 2019

### Temporada 2018-19: Classificação para a final no Mundial
Isadora iniciou a sua temporada competindo no U.S. International Classic, onde terminou na 12ª colocação dentre as 15 competidoras, com 135,94 pontos na somatória. Em janeiro de 2019, a atleta conquistou a medalha de prata na Torun Cup. Em fevereiro, a atleta alcançou a 17ª colocação no Campeonato dos Quatro Continentes, o melhor resultado para o país na competição até então. Em março, Isadora terminou o Campeonato Mundial na 24ª posição, com um total de 143,22 pontos, conquistando a melhor colocação de uma patinadora sul-americana no campeonato até a data.

### Temporada 2019-20: Campeã brasileira e Mundial cancelado
Em outubro, Williams disputou pela primeira vez o campeonato nacional de patinação no gelo, realizado no Park Shopping Canoas, no Rio Grande do Sul e foi campeã na categoria sênior, à frente de Deborah Vale Bell.
Em abril de 2020, Isadora disputaria o Mundial em Montreal, mas o evento foi cancelado cinco dias antes da abertura por conta da pandemia de COVID-19.

### Temporada 2020-21: Pandemia de COVID-19
Durante a pandemia, Isadora não conseguiu treinar devido às restrições sanitárias, pois o rink de patinação onde treinava, na Universidade de Montclair, ficou fechado por vários meses.

### Temporada 2021-22: Aposentadoria
Isadora iniciou sua temporada disputando a Cranberry Cup, nos Estados Unidos, onde foi a 16ª de 24 competidoras com 44,84 pontos no programa curto, mas largou a competição durante o programa livre após sentir dores no pé decorrentes de uma fratura prévia. Em seguida, a atleta chegou a competir no programa curto do Nebelhorn Trophy de 2021, a repescagem oficial para os Jogos Olímpicos de 2022, mas novamente desistiu após o programa curto, no qual terminou em 32º lugar, com 16,10 de nota nos elementos técnicos e 22,42 nos componentes, totalizando 38,52 pontos.
Williams anunciou seus planos para a aposentadoria durante uma entrevista em outubro de 2021, após não conseguir uma terceira classificação para os Jogos Olímpicos, na qual declarou que a temporada de 2021-22 seria palco das suas últimas disputas competitivas. A atleta, contudo, ainda estava incerta se sua última competição seria em solo brasileiro no campeonato nacional, que disputaria em dezembro, ou se ainda participaria mundial no ano seguinte. Devido à sua lenta recuperação, contudo, a atleta não competiu posteriormente à repescagem pré-Olímpica de 2021.

## Programas
| Temporada | Programa curto                                        | Patinação livre                                                                        | Ref.          |
| --------- | ----------------------------------------------------- | -------------------------------------------------------------------------------------- | ------------- |
| 2021-2022 | - Bound To You (de Burlesque) por Christina Aguilera  | - Never Enough (de The Greatest Showman) por Benj Pasek and Justin Paul e Loren Allred | [ 41 ]        |
| 2019-2021 | - Take Five por Dave Brubeck                          | - Never Enough (de The Greatest Showman) por Benj Pasek and Justin Paul e Loren Allred |               |
| 2018-2019 | - Take Five por Dave Brubeck                          | - Malagueña por Ernesto Lecuona - Rocio de todos los campos por Natalia Lafourcade     | [ 42 ]        |
| 2017-2018 | - Hallelujah por K.D. Lang                            | - Nyah (de Mission: Impossible II) por Hans Zimmer                                     | [ 42 ]        |
| 2016-2017 | - Black Magic Woman por Santana                       | - Nyah (de Mission: Impossible II) por Hans Zimmer                                     | [ 43 ]        |
| 2015-2016 | - At Last por Etta James                              | - Pout-Pourri brasileiro por Jorge Ben Jor                                             | [ 44 ]        |
| 2014-2015 | - Stairway to Heaven por Led Zeppelin                 | - Pout-Pourri brasileiro por Jorge Ben Jor                                             | [ 45 ]        |
| 2013-2014 | - Dark Eyes por Devotchka                             | - Memoirs of a Geisha por John Williams                                                | [ 46 ]        |
| 2012–2013 | - Maria and the Violin String por Amrash              | - Memoirs of a Geisha por John Williams                                                | [ 47 ]        |
| 2011–2012 | - Tango de los Exilados por Walter Taieb, Vanessa-Mae | - Sheherazade por Nikolai Rimsky-Korsakov                                              | [ 48 ]        |
| 2009–2011 | - Bolero by Maurice Ravel                             | - Sheherazade by Nikolai Rimsky-Korsakov                                               | [ 49 ] [ 50 ] |

## Principais resultados
| Evento/Temporada | 08-09                   | 09-10                   | 10-11                   | 11-12                   | 12-13                   | 13-14                   | 14-15                   | 15-16                   | 16-17                   | 17-18                   | 18-19                   | 19-20                   | 20-21                   | 21-22                   |
| Internacionais - Sênior | Internacionais - Sênior | Internacionais - Sênior | Internacionais - Sênior | Internacionais - Sênior | Internacionais - Sênior | Internacionais - Sênior | Internacionais - Sênior | Internacionais - Sênior | Internacionais - Sênior | Internacionais - Sênior | Internacionais - Sênior | Internacionais - Sênior | Internacionais - Sênior | Internacionais - Sênior |
| --- | ----------------------- | ----------------------- | ----------------------- | ----------------------- | ----------------------- | ----------------------- | ----------------------- | ----------------------- | ----------------------- | ----------------------- | ----------------------- | ----------------------- | ----------------------- | ----------------------- |
| Jogos Olímpicos |                         |                         |                         |                         |                         | 30ª                     |                         |                         |                         | 24ª                     |                         |                         |                         |                         |
| Campeonato Mundial |                         |                         |                         |                         | 25ª                     |                         |                         |                         | 30ª                     | 35ª                     | 24ª                     | C                       |                         |                         |
| Campeonato dos Quatro Continentes |                         |                         |                         |                         |                         |                         | 18ª                     |                         |                         |                         | 17ª                     |                         |                         |                         |
| CS Golden Spin of Zagreb |                         |                         |                         |                         |                         |                         |                         |                         |                         |                         | WD                      |                         |                         |                         |
| CS Nebelhorn Trophy |                         |                         |                         |                         |                         |                         |                         |                         | WD                      | 5ª                      |                         |                         |                         | WD                      |
| CS Volvo Open Cup |                         |                         |                         |                         |                         |                         |                         | 14ª                     |                         |                         | 12ª                     |                         |                         |                         |
| CS U.S. International Classic |                         |                         |                         |                         |                         |                         | 8ª                      |                         |                         |                         |                         |                         |                         |                         |
| Asian Figure Skating Trophy |                         |                         |                         |                         |                         | 5ª                      |                         |                         |                         |                         |                         |                         |                         |                         |
| Autumn Classic |                         |                         |                         |                         |                         |                         |                         | 7ª                      |                         |                         |                         |                         |                         |                         |
| Bavarian Open |                         |                         |                         |                         |                         |                         |                         |                         |                         |                         |                         | 5ª                      |                         |                         |
| Cranberry Cup |                         |                         |                         |                         |                         |                         |                         |                         |                         |                         |                         |                         |                         | WD                      |
| Golden Spin of Zagreb |                         |                         |                         |                         | 3                       | 6ª                      |                         |                         |                         |                         |                         |                         |                         |                         |
| Ice Star |                         |                         |                         |                         |                         |                         |                         |                         | 4ª                      |                         | 5ª                      |                         |                         |                         |
| Nebelhorn Trophy |                         |                         |                         |                         | 11ª                     | 12ª                     |                         |                         |                         |                         |                         |                         |                         |                         |
| Philadelphia Summer International |                         |                         |                         |                         |                         |                         |                         | 2                       |                         | 8ª                      | 6ª                      |                         |                         |                         |
| Santa Claus Cup |                         |                         |                         |                         |                         |                         |                         | 4ª                      | 2                       | 5ª                      |                         |                         |                         |                         |
| Sofia Trophy |                         |                         |                         |                         |                         |                         |                         |                         | 1                       |                         |                         |                         |                         |                         |
| Sportland Trophy |                         |                         |                         |                         |                         |                         |                         | 2                       |                         |                         |                         |                         |                         |                         |
| Toruń Cup |                         |                         |                         |                         |                         |                         |                         |                         |                         |                         | 2                       | 6ª                      |                         |                         |
| U.S. International Classic |                         |                         |                         |                         | 5ª                      |                         |                         |                         |                         |                         |                         |                         |                         |                         |
| Volvo Open Cup |                         |                         |                         |                         |                         |                         |                         |                         |                         | 2                       |                         | 10ª                     |                         |                         |
| Internacionais - Júnior |                         |                         |                         |                         |                         |                         |                         |                         |                         |                         |                         |                         |                         |                         |
| Campeonato Mundial |                         | 41ª                     |                         | 16ª                     | 26ª                     |                         |                         |                         |                         |                         |                         |                         |                         |                         |
| JGP Alemanha |                         |                         | 27ª                     |                         |                         |                         |                         |                         |                         |                         |                         |                         |                         |                         |
| JGP Itália |                         |                         |                         | 18ª                     |                         |                         |                         |                         |                         |                         |                         |                         |                         |                         |
| Nacionais |                         |                         |                         |                         |                         |                         |                         |                         |                         |                         |                         |                         |                         |                         |
| Campeonato Brasileiro |                         |                         |                         |                         |                         |                         |                         |                         |                         |                         |                         | 1                       |                         | WD                      |
| USFS South Atlantic Regional Championships | 12ª U                   | 20ª I                   |                         |                         |                         |                         |                         |                         |                         |                         |                         |                         |                         |                         |
| TBD = A definir; WD = Abandonou; C = Cancelado; N= Novice;J= Júnior; I=Intermediário; U = Juvenil; JGP = ISU Grand Prix Júnior; CS = ISU Challenger Series |                         |                         |                         |                         |                         |                         |                         |                         |                         |                         |                         |                         |                         |                         |